# Telheiras (metrostation)
Telheiras is een metrostation aan de Groene lijn van de Metro van Lissabon. Het station is geopend op 2 november 2002. het is het voorlopige eindstation aan de noordzijde van de groene lijn. In de toekomst zal de groene lijn doorgetrokken worden naar metrostation Pontinha aan de Blauwe lijn.
Het is gelegen tussen de Rua Prof. Francisco Gentil en de Estrada de Telheiras nabij de Azinhaga do Areeiro.